# Петушки (город)
Петушки́ — город (с 1965 года) в Российской Федерации. Административный центр Петушинского района Владимирской области. 
Образует одноимённое муниципальное образование город Петушки со статусом городского поселения как единственный населённый пункт в его составе.

## География
Петушки расположены на левом берегу реки Клязьмы (бассейн реки Волги), в 67 км к юго-западу от Владимира, в 120 км к востоку от Москвы. Город находится на федеральной автодороге М-7 «Волга» Москва — Уфа. Железнодорожная станция.

## История
В конце XIX — начале XX века деревня Новые Петушки входила в состав Аннинской волости Покровского уезда Владимирской губернии, с 1921 года была в составе Орехово-Зуевского уезда Московской губернии.
Возник как посёлок при станции Петушки (открыта в 1861 году), названной по соседней деревне Петушки (впервые упоминается в первой половине XVII века, ныне Старые Петушки). Существует четыре легенды, объясняющие название города: от местных игрушек-свистулек в виде петушков, пользовавшихся спросом на Макарьевской и Нижегородской ярмарках; по обычаю класть отрубленную голову петуха в угол при основании дома; от дымников в виде петухов (они ещё сохранились на нескольких домах); от разбойников Кудеяра, которые, грабя богатые обозы, предупреждали о своём появлении петушиным криком.
В 1910 году на деньги местного фабриканта И. П. Кузнецова была освящена церковь Успения Пресвятой Богородицы, строительство которой началось в 1904 году. После этого деревне Петушки был присвоен статус села. В том же году братьями Крашенинниковыми рядом с железнодорожной станцией была построена ткацкая фабрика.
В 1913 году была открыта токарно-столярная фабрика крестьян Ивана Дрожжина и Ивана Ефремова, преобразованная впоследствии в шпульно-катушечную фабрику. В 1915 году пущен завод по производству кирпича.
В. И. Ленин в 1919—1921 гг. неоднократно выезжал на охоту в окрестности села Петушки. Вот как это описывается в книге «Ленин в Москве и Подмосковье»: «Ночевали в Петушках не в доме, а, как обычно на охоте, в сарае, на сене. Вспоминая об одной из поездок, шофёр П. С. Космачев писал: «Охота была неудачная. Тетеревиных токов уже не застали».
В 1926 году пристанционный посёлок преобразован в посёлок городского типа Новые Петушки. 11 ноября 1965 года посёлок городского типа был преобразован в город Петушки.

Памятник Ленину

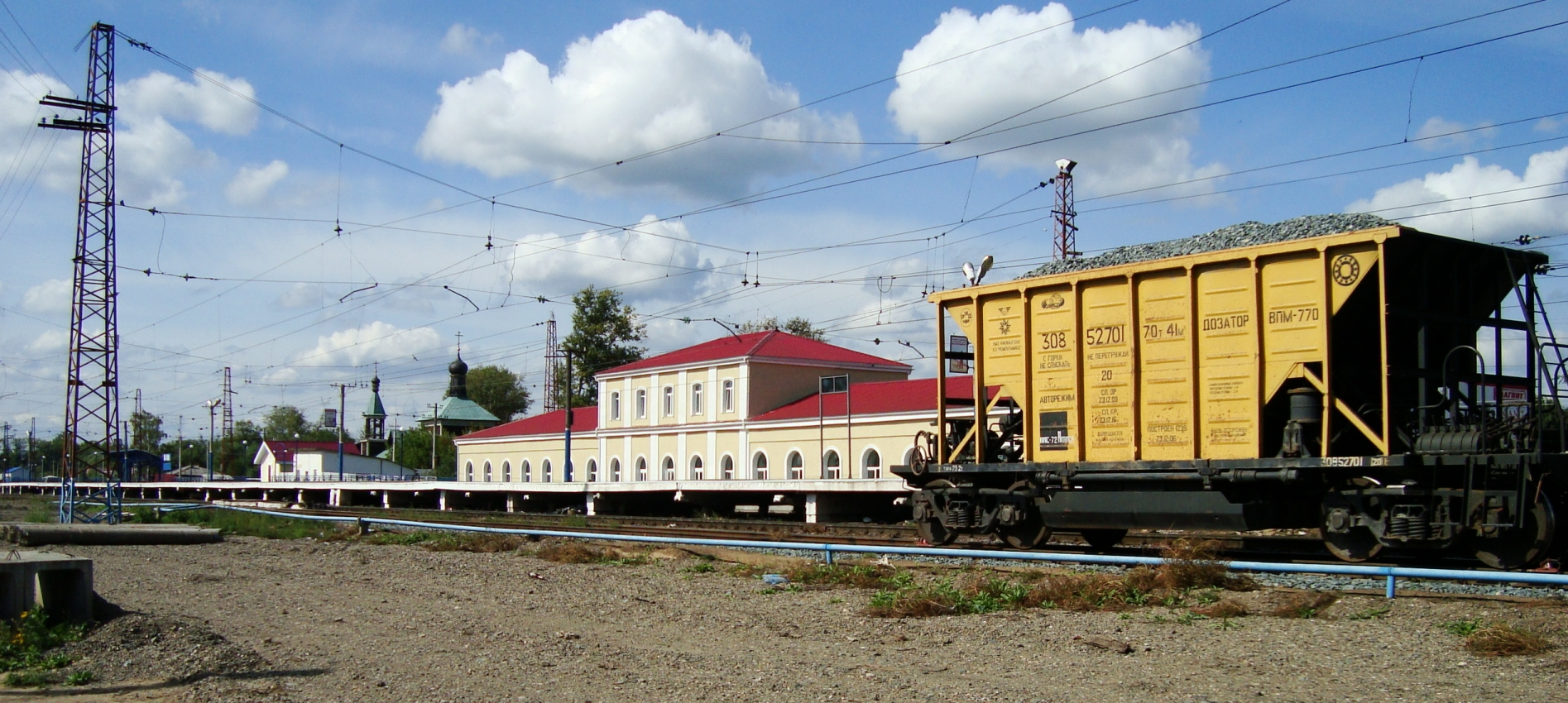
Железнодорожный вокзал в Петушках

## Население
В 1900 году в деревне Новые Петушки насчитывалось 62 двора, 303 жителя, из них 144 чел. мужского пола, 159 чел. женского пола.
| 1905    | 1926    | 1931    | 1939    | 1959    | 1970    | 1979    |
| ------- | ------- | ------- | ------- | ------- | ------- | ------- |
| 161     | ↗1200   | ↗5500   | ↗5936   | ↗11 475 | ↗12 862 | ↗17 602 |
| 1989    | 1992    | 1996    | 1998    | 2000    | 2001    | 2002    |
| ↗20 144 | ↘19 900 | ↘19 300 | ↘18 900 | ↘18 500 | ↘18 200 | ↘16 482 |
| 2003    | 2005    | 2006    | 2007    | 2008    | 2009    | 2010    |
| ↗16 500 | ↘15 600 | ↘15 300 | ↘15 000 | ↘14 900 | ↘14 756 | ↗15 148 |
| 2011    | 2012    | 2013    | 2014    | 2015    | 2016    | 2017    |
| ↘15 121 | ↘14 760 | ↘14 375 | ↘14 113 | ↘13 915 | ↘13 620 | ↘13 382 |
| 2018    | 2019    | 2020    | 2021    |         |         |         |
| ↘13 112 | ↘12 799 | ↘12 536 | ↗13 317 |         |         |         |

На 1 января 2025 года по численности населения город находился на 856-м месте из 1124 городов Российской Федерации.

## Экономика
Основные промышленные предприятия:
- завод «Икопал» (Icopal) (производство кровельных и гидроизолирующих материалов);
- пищевой комбинат (консервы и пресервы из рыбы и морепродуктов);
- завод поршневых колец «Стакол» («ОМЗСО») (производство стальных поршневых колец для двигателей внутреннего сгорания);
- трикотажная фабрика (трикотаж бельевой, трикотажные изделия);
- ПАО «Ватин» (ватин, материалы и полотно нетканые, ткани технические) Фабрика закрыта в 1999 году;
- завод «Промэнерго» (теплообменное оборудование, детали трубопроводов);
- опытно-механический завод спецоборудования управления «Главспецпромстрой»;
- компания «Петушкиинтерлес» (переработка древесины);
- завод силикатного кирпича;
- маслосырзавод ПАО «Молоко»;
- типография;
- завод по производству сэндвич-панелей «Термоконтур»;
- завод «Мега Драйв» (производство автоспецтехники и евроконтейнеров для твёрдых бытовых отходов).

## Транспорт
От Москвы до станции Петушки можно доехать на электропоездах, следующих с Курского вокзала, также на электропоезд можно сесть на остановочных пунктах Серп и Молот (станции метро «Римская» и «Площадь Ильича»), Новогиреево (станция метро «Новогиреево») и других остановочных пунктах Горьковского направления Московской железной дороги. Ходят как обычные электропоезда (среднее время в пути 2 часа 22 минуты), так и скоростные до Владимира (среднее время в пути 1 час 48 минут). Время движения от областного центра до Петушков составляет около 55 минут.

## СМИ

### Телевидение
- Телевидение Петушинского района[30]
- РТРС-1 (Волосово, 586 МГц)[31]
- РТРС-2 (Волосово, 482 МГц)
- РТРС-1 (Шатура, 730 МГц)[32]
- РТРС-2 (Шатура, 754 МГц)

### Радио
- 66,71 УКВ Радио России / ГТРК Владимир (Молчит)
- 95,4 МГц Ретро FM
- 95,9 МГц Авторадио
- 96,9 МГц Радио Родных Дорог
- 98,3 МГц Юмор FM
- 100,4 МГц Радио России / ГТРК Владимир
- 105,5 МГц Радио Комсомольская правда / Радиоканал «Говорят Петушки»
- 107,3 МГц Дорожное радио

## Достопримечательности

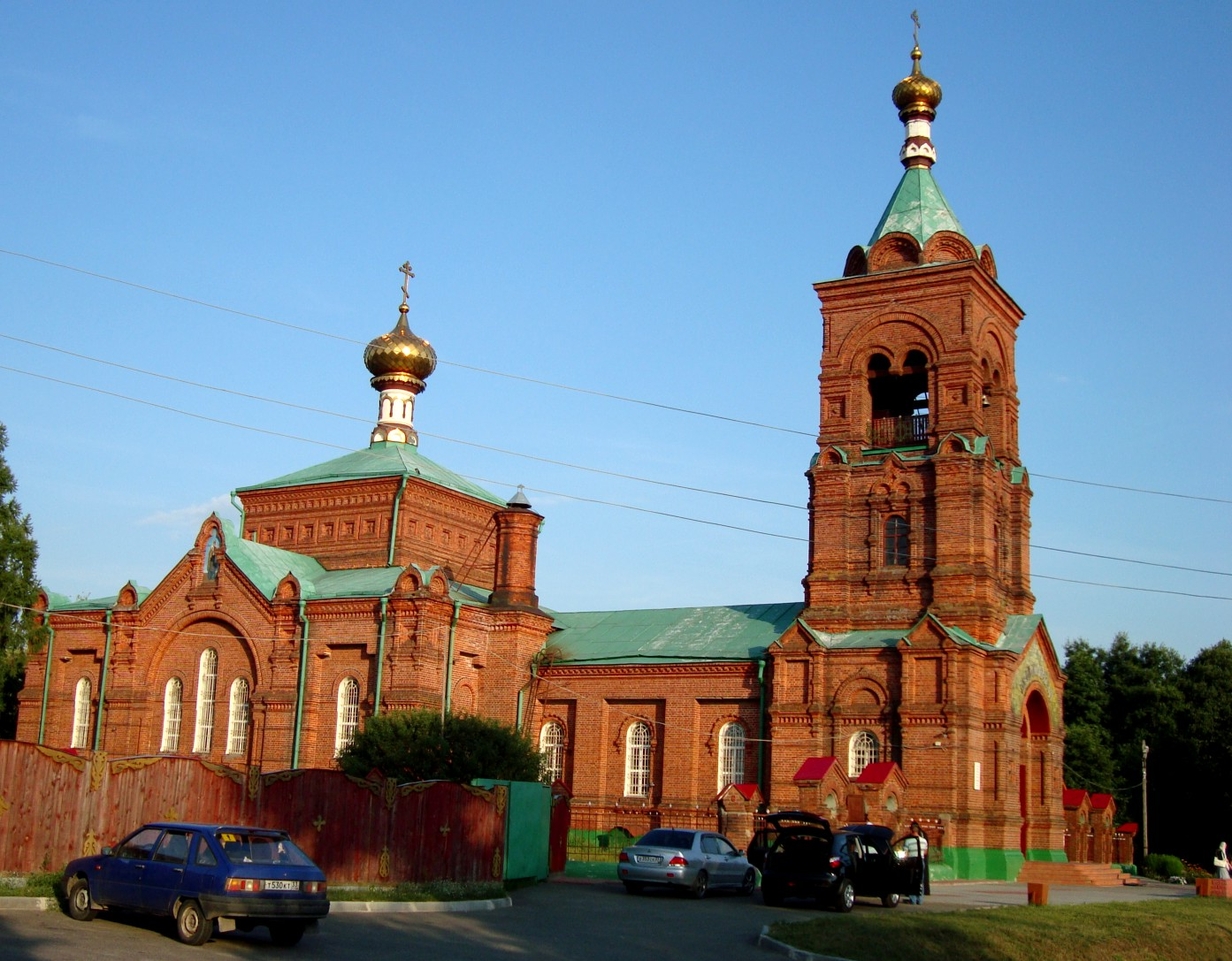
Храм Успения Пресвятой Богородицы в Петушках

В городе сохранилась церковь Успения Божией Матери (1910), построенная в стиле модерн. В августе 2010 года жители Петушков отметили 100-летие храма.

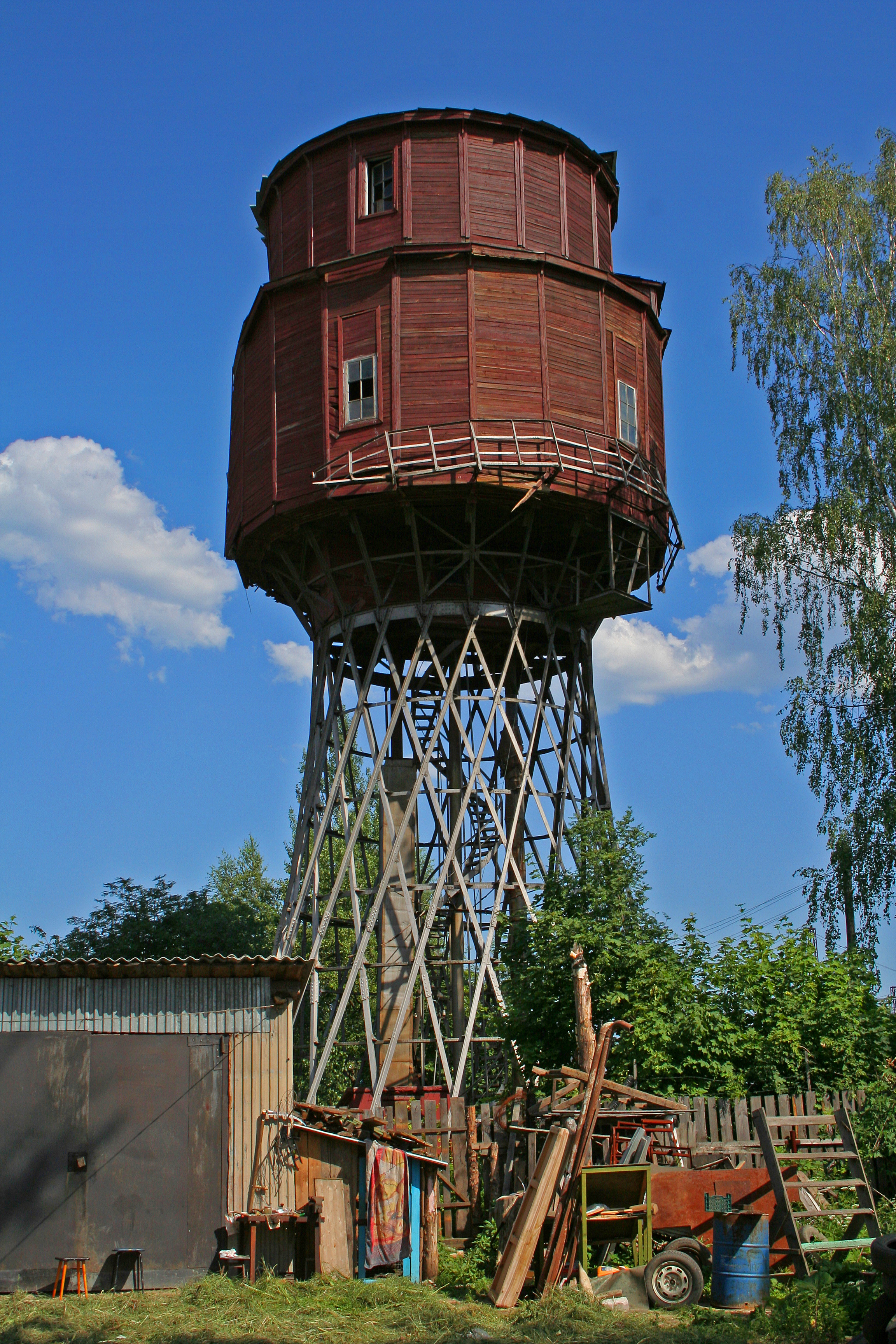
Гиперболоидная водонапорная башня конструкции академика В. Г. Шухова на станции Петушки

Недалеко от станции находится гиперболоидная водонапорная башня, конструкции академика В. Г. Шухова. Таких башен в России осталось всего 8 из более двухсот построенных Шуховым. Гиперболоидные конструкции впоследствии строили многие знаменитые архитекторы: Антони Гауди, Ле Корбюзье, Оскар Нимейер. Состояние Петушинской башни на сегодняшний день весьма плачевное.
На станции установлен паровоз-памятник серии «Л». Своеобразной достопримечательностью Петушков являлось здание бывшего паровозного депо, которое ввиду аварийного состояния было снесено в 2008—2009 годах. Впрочем, в самом городе активно обсуждаются строительные работы по сооружению нового депо, начатые летом 2010 года.
В здании, где ныне располагается средняя школа № 2, в 1942 году размещался штаб и личный состав 178-й танковой бригады, сформированной 1 марта того же года.
В городе существует музей петуха, основанный в 1997 году Николаем Корниловым. До 2000 года при въезде в город со стороны Москвы справа от дороги было установлено стилизованное изображение петуха.

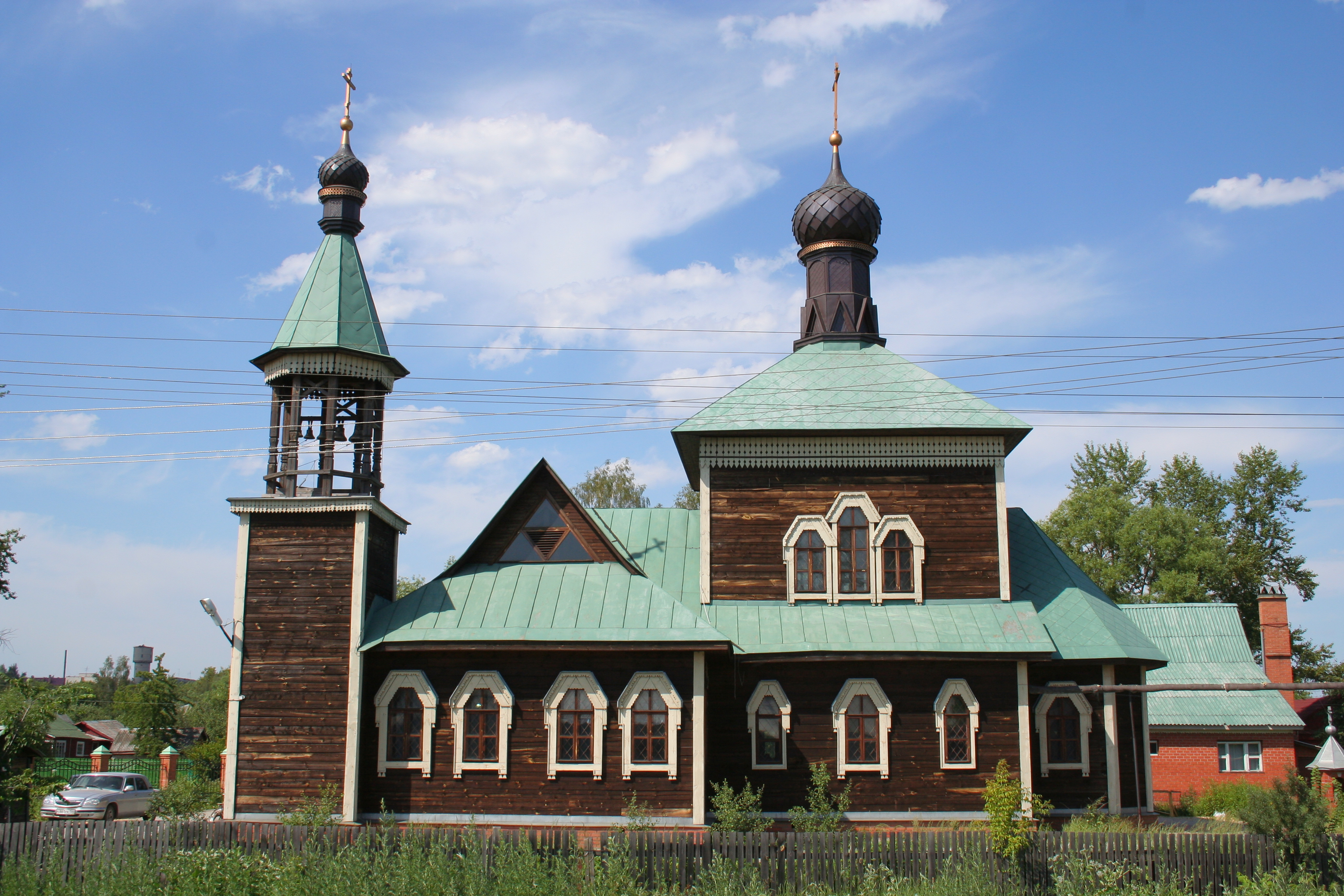
Свято-Афанасиевский храм

В 1900 году у станции Петушки был построен храм Николая Чудотворца, разрушенный в 1920-е годы. В 2000 году возле вокзального здания началось строительство деревянной церкви в честь епископа Ковровского Афанасия, который провёл в Новых Петушках последние годы своей жизни. Храм был освящён 26 октября 2002 года.

## Известные уроженцы
- Чиннов, Иван Иванович (1911—1944) — советский военачальник, генерал-майор.

## Венедикт Ерофеев и Петушки
В российский культурный контекст город вошёл после выхода поэмы «Москва — Петушки» В. В. Ерофеева (1970; официально опубликована в СССР в 1988 году).
Ерофеев прожил в Петушках не более двух лет. Впервые он приехал сюда в 1959 году и устроился работать грузчиком на цементный склад. В 1961 году поступил во Владимирский пединститут, где познакомился с Валентиной Зимаковой, по распространённой версии, она является той самой девушкой с косой «от затылка до попы», к которой стремился лирический герой поэмы «Москва — Петушки». После отчисления из института Ерофеев пустился в странствия, но ещё несколько раз приезжал в Петушки.
В 1990-е годы кто-то пустил слух, что в Петушках на вокзале установлен памятник Веничке Ерофееву, поэтому приезжие-новички, знакомые с поэмой, бродят по привокзальной площади и ищут памятник, которого на самом деле нет. То, что памятник существовал и существует по сей день, не вызывает сомнения. Вопрос лишь в его местонахождении. Первоначально одну часть памятника, самого Веню предполагали поставить на Курском вокзале, а другую, его любимую — в Петушках. В мае 2000 года памятник перенесли: обе части можно сейчас увидеть в небольшом московском сквере на площади Борьбы, неподалёку от станции метро «Менделеевская». На постаменте памятника Веничкиной девушке выгравирована цитата из поэмы: «В Петушках жасмин не отцветает и птичье пение не молкнет».
В Петушках создан небольшой музей писателя.